# Paya Keutapang
Paya Keutapang is een bestuurslaag in het regentschap Oost-Atjeh van de provincie Atjeh, Indonesië. Paya Keutapang telt 360 inwoners (volkstelling 2010).